# Nemoria bellonaria
Nemoria bellonaria är en fjärilsart som beskrevs av John Kern Strecker 1899. Nemoria bellonaria ingår i släktet Nemoria och familjen mätare. Inga underarter finns listade i Catalogue of Life.